# Perry Grimm
Perry Grimm (Los Angeles, Californië, 19 februari 1914 - aldaar, 11 september 1971) was een Amerikaans autocoureur die vooral in midget cars reed. In 1952 schreef hij zich in voor de Indianapolis 500, maar wist zich niet te kwalificeren. Deze race was ook onderdeel van het Formule 1-kampioenschap. Op 57-jarige leeftijd overleed hij aan een hartaanval. In 2005 werd hij geïntroduceerd in de National Midget Auto Racing Hall of Fame.